# Драфт НБА 2003
Драфт НБА 2003 року проходив 26 червня в Медісон-сквер-гарден в Нью-Йорку. На драфті було вибрано 58 гравців з числа студентів американських коледжів, професійних гравців зарубіжних клубів і випускників старших шкіл США. За даними НБА 41 випускник коледжів і середніх шкіл, а також рекордний 31 іноземець, подали заявки на участь у драфті. Право вибору під першим номером в результаті лотереї, яка пройшла 22 травня, отримав клуб «Клівленд Кавальєрс» і використав його для вибору 18-річного форварда Леброна Джеймса, випускника старшої школи Сент-Вінсент — Сент-Мері (Акрон, Огайо). Цей драфт вважається одним з найбільш вдалих в історії НБА — чотири гравці з першої п'ятірки неодноразово брали участь у Матчі всіх зірок НБА і 2008 року стали олімпійськими чемпіонами, а вибраний під першим номером Леброн Джеймс 2009 року здобув звання найціннішого гравця регулярного сезону НБА.

## Драфт

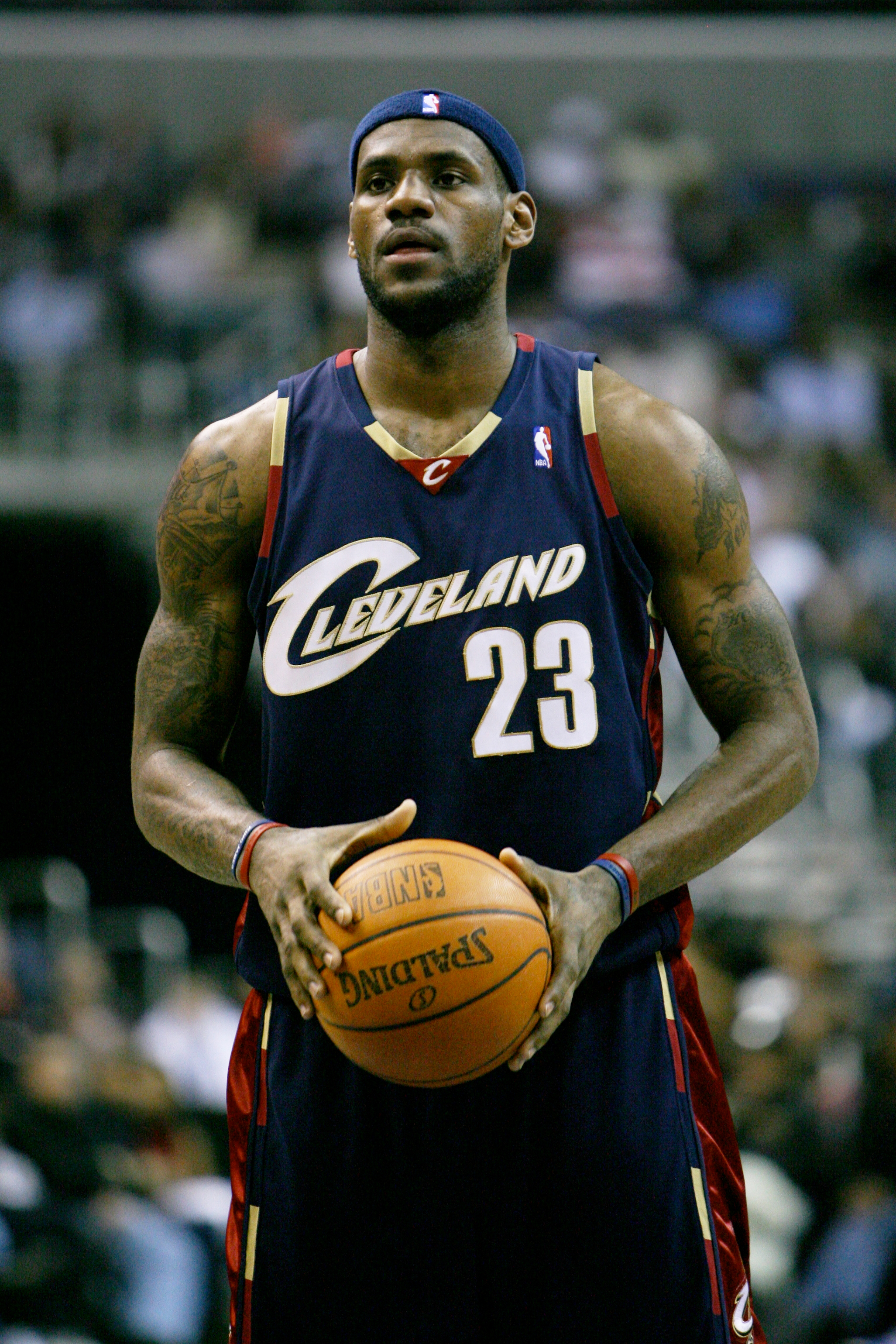
Леброн Джеймс — перший номер драфту 2003 року
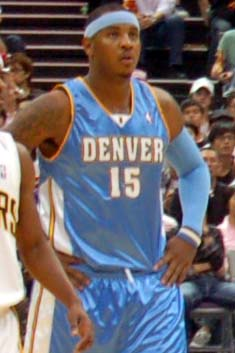
Кармело Ентоні, 3-й номер
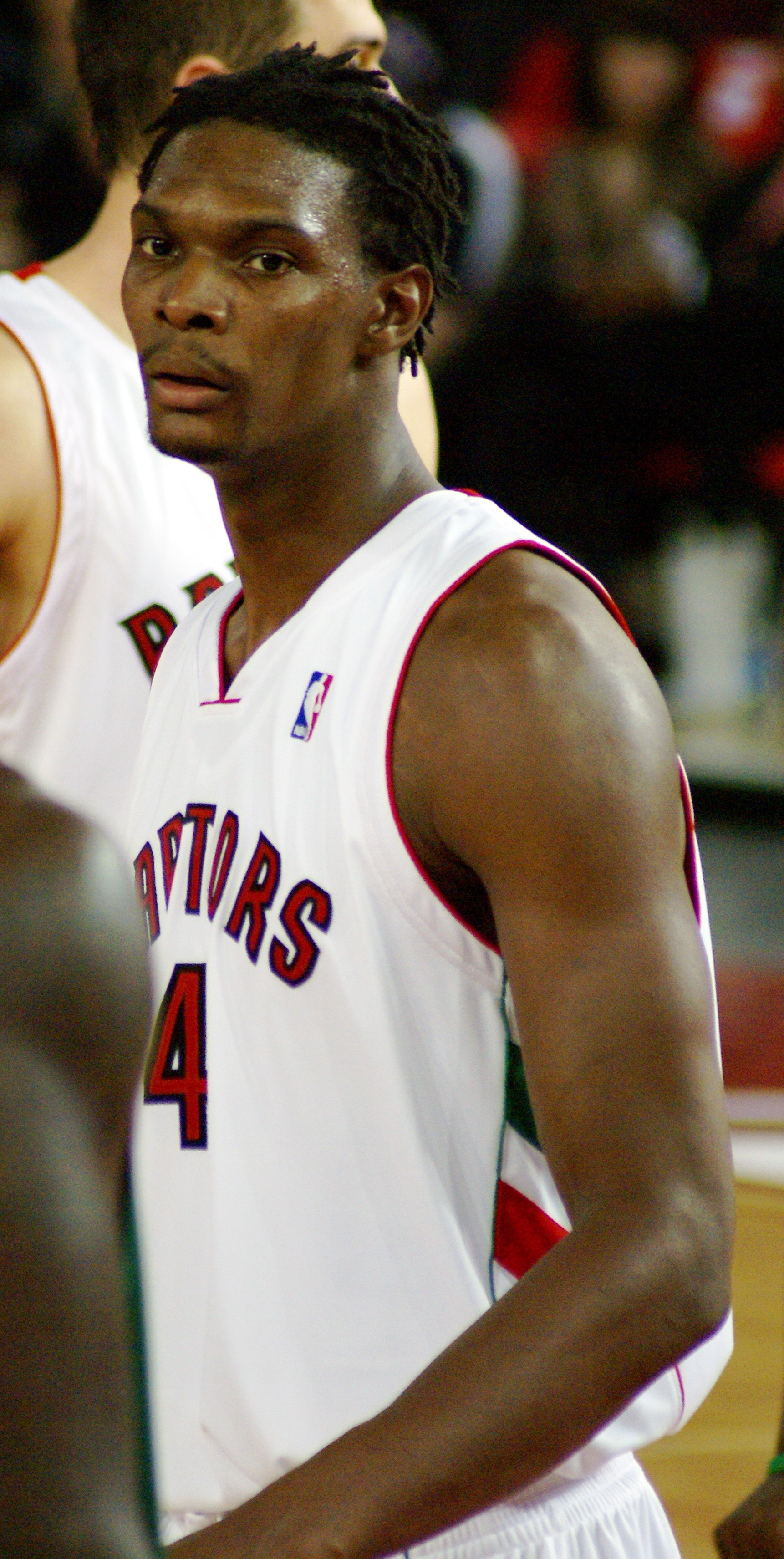
Кріс Бош, 4-й номер
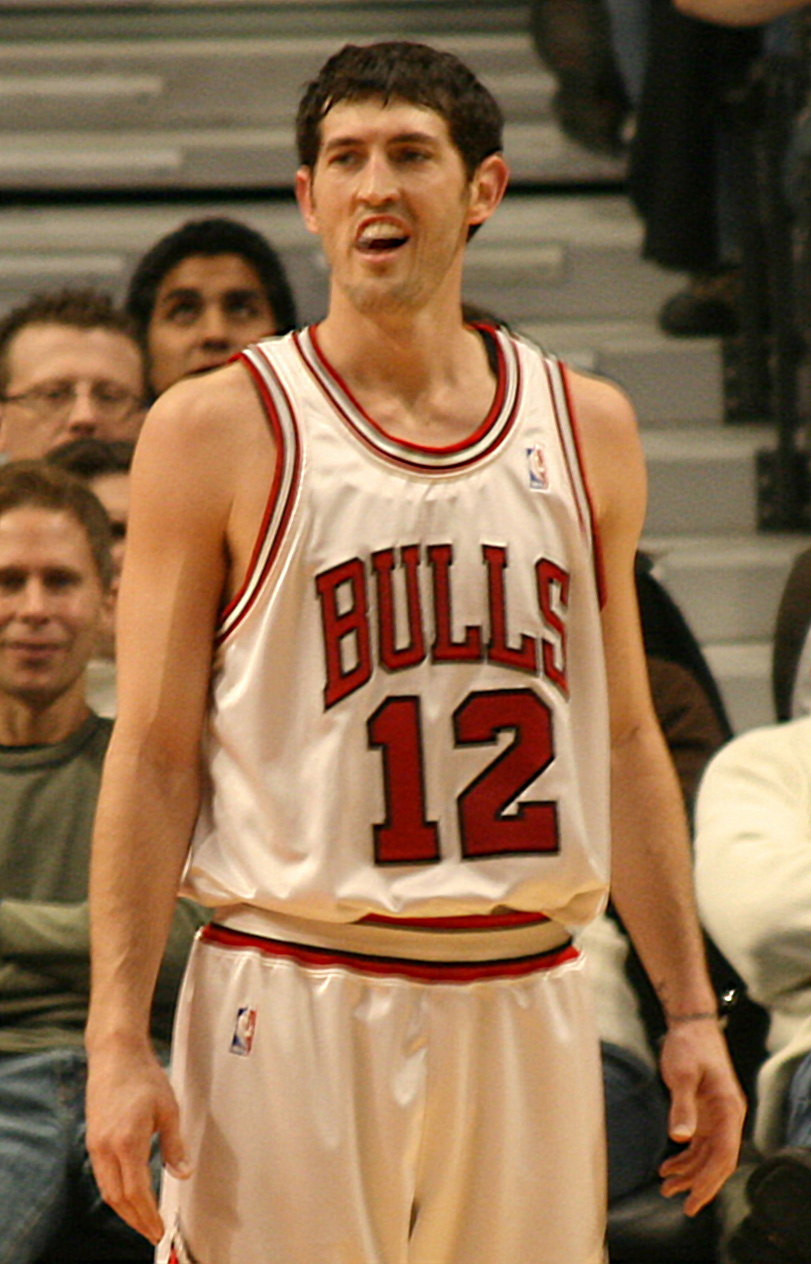
Кірк Гайнріх, 7-й номер
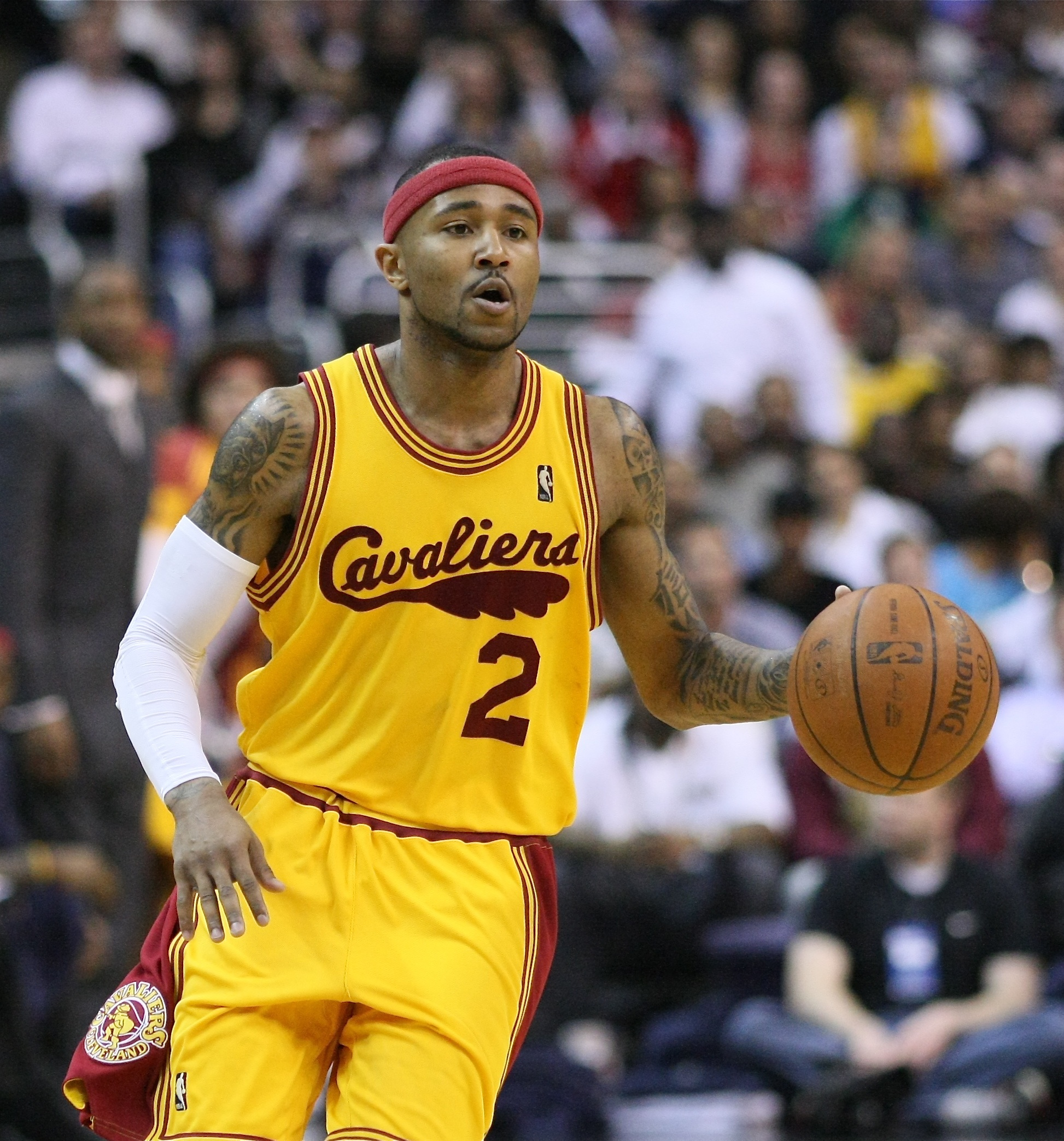
Моріс Вільямс, 47-й номер

| РЗ | Розігруючий захисник | АЗ | Атакувальний захисник | ЛФ | Легкий форвард | ВФ | Важкий форвард | Ц | Центровий |

| ^ | Позначає гравців, обраних у Баскетбольну залу слави Нейсміта                                                        |
| * | Позначає гравців, які взяли участь принаймні в одній грі матчу всіх зірок НБА і потрапили до Збірної всіх зірок НБА |
| + | Позначає гравців, які взяли участь принаймні в одній грі матчу всіх зірок НБА                                       |
| x | Позначає гравців, які принаймні один раз потрапили до Збірної всіх зірок НБА                                        |
| # | Позначає гравців, які жодного разу не грали в регулярному сезоні НБА або плей-оф                                    |

| Раунд | Вибір | Гравець               | Позиція | Громадянство            | Команда НБА                                                          | Школа/Клуб                                                   |
| ----- | ----- | --------------------- | ------- | ----------------------- | -------------------------------------------------------------------- | ------------------------------------------------------------ |
| 1     | 1     | Леброн Джеймс*        | ЛФ      | США                     | Клівленд Кавальєрс                                                   | СШ Сент-Вінсент — Сент-Мері (Акрон (Огайо))                  |
| 1     | 2     | Дарко Мілічич         | C       | Сербія та Чорногорія    | Детройт Пістонс (від Мемфіс)                                         | Хемофарм Вршац (Сербія і Чорногорія)                         |
| 1     | 3     | Кармело Ентоні*       | ЛФ      | США                     | Денвер Наггетс                                                       | Сірак'юс (Fr)                                                |
| 1     | 4     | Кріс Бош*             | F/C     | США                     | Торонто Репторз                                                      | Джорджия Тек (Фр.)                                           |
| 1     | 5     | Двейн Вейд*           | АЗ      | США                     | Маямі Гіт                                                            | Маркетт (Дж.)                                                |
| 1     | 6     | Кріс Каман+           | C       | США · Німеччинаa[›]     | Лос-Анджелес Кліпперс                                                | Центральний Мічиган (Дж.)                                    |
| 1     | 7     | Кірк Гайнріх          | РЗ      | США                     | Чикаго Буллз                                                         | Канзас (Ср.)                                                 |
| 1     | 8     | Т. Дж. Форд           | РЗ      | США                     | Мілвокі Бакс (від Атланта)                                           | Техас (Соф.)                                                 |
| 1     | 9     | Майкл Світні          | ВФ      | США                     | Нью-Йорк Нікс                                                        | Джорджтаун (Дж.)                                             |
| 1     | 10    | Джервіс Гейз          | F/G     | США · Катар             | Вашингтон Візардс                                                    | Джорджия (Дж.)                                               |
| 1     | 11    | Майкл П'єтрюс         | G/F     | Франція                 | Голден-Стейт Ворріорс                                                | По-Ортез (Франція)                                           |
| 1     | 12    | Нік Коллісон          | ВФ      | США                     | Сіетл Суперсонікс                                                    | Канзас (Ср.)                                                 |
| 1     | 13    | Маркус Бенкс          | РЗ      | США                     | Мемфіс Ґріззліс (від Х'юстон, проданий у Бостон)                     | УНВЛ (Ср.)                                                   |
| 1     | 14    | Люк Ріднур            | РЗ      | США                     | Сіетл Суперсонікс (від Мілвокі)                                      | Орегон (Дж.)                                                 |
| 1     | 15    | Ріс Гейнс             | F/G     | США                     | Орландо Меджик                                                       | Луїсвілл (Ср.)                                               |
| 1     | 16    | Трой Белл             | РЗ      | США                     | Бостон Селтікс (переданий до Мемфіса)                                | Бостонський коледж (Ср.)                                     |
| 1     | 17    | Жарко Чабаркапа       | ЛФ      | Сербія та Чорногорія    | Фінікс Санз                                                          | Будучност Подгориця (Сербія і Чорногорія та Адріатична ліга) |
| 1     | 18    | Девід Вест+           | ВФ      | США                     | Нью-Орлінс Горнетс                                                   | Зав'єр (Ср.)                                                 |
| 1     | 19    | Александр Павлович    | F/G     | Сербія та Чорногорія    | Юта Джаз                                                             | Будучност Подгориця (Сербія і Чорногорія та Адріатична ліга) |
| 1     | 20    | Дантей Джонс          | АЗ      | США                     | Бостон Селтікс (від Філадельфія, проданий у Мемфіс)                  | Дьюк (Ср.)                                                   |
| 1     | 21    | Боріс Діао            | ВФ      | Франція                 | Атланта Гокс (від Індіана)                                           | По-Ортез (Франція)                                           |
| 1     | 22    | зоран Планінич        | G/F     | Хорватія                | Нью-Дже́рсі Нетс                                                      | Цибона Загреб (Хорватія та Адріатична ліга)                  |
| 1     | 23    | Тревіс Аутло          | ЛФ      | США                     | Портленд Трейл-Блейзерс                                              | СШ Старквілл (Старквілл (Міссісіпі))                         |
| 1     | 24    | Браєн Кук             | ВФ      | США                     | Лос-Анджелес Лейкерс                                                 | Іллінойс (Ср.)                                               |
| 1     | 25    | Карлос Дельфіно       | АЗ      | Аргентина               | Детройт Пістонс                                                      | Скіппер Болонья (Італія)                                     |
| 1     | 26    | Ндуді Ебі             | ЛФ      | Велика Британія Нігерія | Міннесота Тімбервулвз                                                | ХШ Вестбері (Х'юстон)                                        |
| 1     | 27    | Кендрік Перкінс       | C       | США                     | Мемфіс Ґріззліс (від Сакраменто через Орландо, переданий до Бостона) | СШ Озен (Бомонт)                                             |
| 1     | 28    | Леандро Барбоза       | АЗ      | Бразилія                | Сан-Антоніо Сперс (переданий до Фінікса)                             | Бауру Тілібра (Бразилія)                                     |
| 1     | 29    | Джош Говард+          | F/G     | США                     | Даллас Маверікс                                                      | Вейк Форест (Ср.)                                            |
| 2     | 30    | Мацей Лампе           | ВФ      | Польща                  | Нью-Йорк Нікс (від Денвера)                                          | Мадридський університет (Spain)                              |
| 2     | 31    | Джейсон Капоно        | F/G     | США                     | Клівленд Кавальєрс                                                   | УКЛА (Ср.)                                                   |
| 2     | 32    | Люк Волтон            | ЛФ      | США                     | Лос-Анджелес Лейкерс (від Торонто)                                   | Аризона (Ср.)                                                |
| 2     | 33    | Джером Бізлі          | ВФ      | США                     | Маямі Гіт                                                            | Північна Дакота (Ср.)                                        |
| 2     | 34    | Софокліс Скорцанітіс# | C       | Греція                  | Лос-Анджелес Кліпперс                                                | Іракліс (Греція)                                             |
| 2     | 35    | Шимон Шевчук#         | ВФ      | Польща                  | Мілвокі Бакс (від Мемфіс)                                            | Брауншвейг (Німеччина)                                       |
| 2     | 36    | Маріо Остін#          | ВФ      | США                     | Чикаго Буллз                                                         | Міссісіпі Стейт (Дж.)                                        |
| 2     | 37    | Тревіс Гансен         | АЗ      | США                     | Атланта Гокс                                                         | УБЯ (Ср.)                                                    |
| 2     | 38    | Стів Блейк            | РЗ      | США                     | Вашингтон Візардс                                                    | Меріленд (Ср.)                                               |
| 2     | 39    | Славко Вранеш         | C       | Сербія та Чорногорія    | Нью-Йорк Нікс                                                        | Будучност Подгориця (Сербія і Чорногорія та Адріатична ліга) |
| 2     | 40    | Деррік Циммерман      | РЗ      | США                     | Голден-Стейт Ворріорс                                                | Міссісіпі Стейт (Ср.)                                        |
| 2     | 41    | Віллі Грін            | АЗ      | США                     | Сіетл Суперсонікс (переданий до Філадельфії)                         | Детройт (Ср.)                                                |
| 2     | 42    | Заза Пачулія          | ВФ      | Грузія                  | Орландо Меджик                                                       | Улкерспор (Туреччина)                                        |
| 2     | 43    | Кіт Боганс            | АЗ      | США                     | Мілвокі Бакс (проданий у Орландо)                                    | Кентуккі (Ср.)                                               |
| 2     | 44    | Малік Бадьєн#         | ВФ      | Сенегал                 | Х'юстон Рокетс                                                       | Langen (Німеччина)                                           |
| 2     | 45    | Метт Боннер           | F       | США                     | Чикаго Буллз (від Фінікс, проданий у Торонто)                        | Флорида (Ср.)                                                |
| 2     | 46    | Сані Вечирович#       | АЗ      | Словенія                | Денвер Наггетс (від Бостон)                                          | Віртус Болонья (Італія)                                      |
| 2     | 47    | Моріс Вільямс+        | РЗ      | США                     | Юта Джаз                                                             | Алабама (Соф.)                                               |
| 2     | 48    | Джеймс Ленг           | C       | США                     | Нью-Орлінс Горнетс                                                   | Central Park Christian HS (Бірмінгем (Алабама))              |
| 2     | 49    | Джеймс Джонс          | ЛФ      | США                     | Індіана Пейсерз                                                      | Маямі (Флорида) (Ср.)                                        |
| 2     | 50    | Пасселіс Морленде#    | РЗ      | Франція                 | Філадельфія Севенті-Сіксерс (проданий у Сіетл)                       | Діжон (Франція)                                              |
| 2     | 51    | Кайл Корвер+          | АЗ      | США                     | Нью-Дже́рсі Нетс (проданий у Філадельфія)                             | Крейгтон (Ср.)                                               |
| 2     | 52    | Ремон ван де Гаре     | C       | Нідерланди              | Торонто Репторз (від Лос-Анджелес Лейкерс)                           | Барселона (Іспанія)                                          |
| 2     | 53    | Томмі Сміт#           | ВФ      | США                     | Чикаго Буллз (від Детройт через Маямі)                               | Аризона Стейт (Ср.)                                          |
| 2     | 54    | Неджад Синанович#     | C       | Боснія і Герцеговина    | Портленд Трейл-Блейзерс                                              | Бротньо (Боснія і Герцеговина)                               |
| 2     | 55    | Рік Рікерт#           | ВФ      | США                     | Міннесота Тімбервулвз                                                | Міннесота (Соф.)                                             |
| 2     | 56    | Брендон Гантер        | ВФ      | США                     | Бостон Селтікс (від Сакраменто)                                      | Огайо (Ср.)                                                  |
| 2     | 57    | Сюе Юйян#             | C       | КНР                     | Даллас Маверікс (проданий у Денвер)                                  | Гонконг Флаїнг Драгонз (Китай)                               |
| 2     | 58    | Андреас Глініадакіс   | C       | Греція                  | Детройт Пістонс (від Сан-Антоніо)                                    | АЕК (Греція)                                                 |

1. ↑  Громадянство означає національну збірну гравця, або яку країну він представляє. Якщо гравець не грав на міжнародному рівні, тоді цей пункт означає за збірну якої країни він може грати за правилами FIBA.

^ a: Chris Kaman народився в США, але також має німецьке громадянство завдяки своїм прадідові і прабабусі, і грає за збірну Німеччини.

## Помітні гравці, яких не задрафтовано
Цих гравців не вибрала жодна команда на драфті 2003, але вони зіграли принаймні одну гру в НБА.
| Гравець         | Позиція | Громадянство  | Коледж/Клуб            |
| --------------- | ------- | ------------- | ---------------------- |
| Удоніс Гаслем   | PF      | США           | Елан Шалон (Франція)   |
| Ерл Баррон      | C       | США           | Мемфіс (Sr.)           |
| Хосе Кальдерон  | PG      | Іспанія       | Tau Cerámica (Іспанія) |
| Мет Керролл     | SG      | США           | Нотр-Дам (Sr.)         |
| Маркіз Деніелс  | SG      | США           | Оберн (Sr.)            |
| Рональд Дюпрі   | SF      | США           | ЛСЮ (Sr.)              |
| Бріттон Йонсен  | SF/PF   | США           | Юта (Sr.)              |
| Кірк Пенні      | SG/SF   | Нова Зеландія | Вісконсін (Sr.)        |
| Джош Павелл     | PF      | США           | НК Стейт (So.)         |
| Касіб Павелл    | SF      | США           | Техас Тек (Sr.)        |
| Квінтон Росс    | SG      | США           | СМУ (Sr.)              |
| Джеймс Сінглтон | SF/PF   | США           | Мюррей Стейт (Sr.)     |

## Драфтова лотерея
НБА щорічно проводить лотерею перед драфтом, щоб визначити порядок вибору на драфті командами, які не потрапили до плей-оф у попередньому сезоні. Кожна команда, яка не потрапила до плей-оф, має шанс виграти один з трьох перших виборів, проте клуби, які показали найгірше співвідношення перемог до поразок у минулому сезоні, мають найбільші шанси на це. Після того, як визначено перші три вибори, решта команд відсортовуються відповідно до їх результатів у попередньому сезоні.
| ^ | Позначає дійсний результат лотереї |

| Team                  | Результати в сезоні 2002–2003 | Шанси | Ймовірності лотереї | Ймовірності лотереї | Ймовірності лотереї | Ймовірності лотереї | Ймовірності лотереї | Ймовірності лотереї | Ймовірності лотереї | Ймовірності лотереї | Ймовірності лотереї | Ймовірності лотереї | Ймовірності лотереї | Ймовірності лотереї | Ймовірності лотереї | Ймовірності лотереї |
| Team                  | Результати в сезоні 2002–2003 | Шанси | 1-й                 | 2-й                 | 3-й                 | 4-й                 | 5-й                 | 6-й                 | 7-й                 | 8-й                 | 9-й                 | 10-й                | 11-й                | 12-й                | 13th                |                     |
| --------------------- | ----------------------------- | ----- | ------------------- | ------------------- | ------------------- | ------------------- | ------------------- | ------------------- | ------------------- | ------------------- | ------------------- | ------------------- | ------------------- | ------------------- | ------------------- | ------------------- |
| Клівленд Кавальєрс    | 17-65                         | 225   | ,225^               | ,215                | ,178                | ,357                | —                   | —                   | —                   | —                   | —                   | —                   | —                   | —                   | —                   |                     |
| Денвер Наггетс        | 17–65                         | 225   | ,225                | ,188                | ,171^               | ,319                | ,123                | —                   | —                   | —                   | —                   | —                   | —                   | —                   | —                   |                     |
| Торонто Репторз       | 24–58                         | 157   | ,157                | ,157                | ,156                | ,226^               | ,265                | ,040                | —                   | —                   | —                   | —                   | —                   | —                   | —                   |                     |
| Маямі Гіт             | 25–57                         | 120   | ,120                | ,126                | ,133                | ,099                | ,350^               | ,161                | ,013                | —                   | —                   | —                   | —                   | —                   | —                   |                     |
| Лос-Анджелес Кліпперс | 28–54                         | 89    | ,089                | ,097                | ,107                | —                   | ,261                | ,360^               | ,084                | ,004                | —                   | —                   | —                   | —                   | —                   |                     |
| Мемфіс Ґріззліс       | 28–54                         | 64    | ,064                | ,071^               | ,081                | —                   | —                   | ,440                | ,304                | ,040                | ,001                | —                   | —                   | —                   | —                   |                     |
| Чикаго Буллз          | 30–52                         | 44    | ,044                | ,049                | ,058                | —                   | —                   | —                   | ,599^               | ,232                | ,018                | ,000                | —                   | —                   | —                   |                     |
| Атланта Гокс          | 35–47                         | 29    | ,029                | ,022                | ,027                | —                   | —                   | —                   | —                   | ,724^               | ,197                | ,011                | ,000                | —                   | —                   |                     |
| Нью-Йорк Нікс         | 37-45                         | 15    | ,015                | ,022                | ,027                | —                   | —                   | —                   | —                   | —                   | ,784^               | ,143                | ,005                | ,000                | —                   |                     |
| Вашингтон Візардс     | 37-45                         | 14    | ,014                | ,021                | ,025                | —                   | —                   | —                   | —                   | —                   | —                   | ,846^               | ,087                | ,002                | ,000                |                     |
| Голден-Стейт Ворріорс | 38–44                         | 7     | ,007                | ,009                | ,012                | —                   | —                   | —                   | —                   | —                   | —                   | —                   | ,907^               | ,063                | ,001                |                     |
| Сіетл Суперсонікс     | 40–42                         | 6     | ,006                | ,008                | ,010                | —                   | —                   | —                   | —                   | —                   | —                   | —                   | —                   | ,935^               | ,039                |                     |
| Х'юстон Рокетс        | 43–39                         | 5     | ,005                | ,007                | ,009                | —                   | —                   | —                   | —                   | —                   | —                   | —                   | —                   | —                   | ,960^               |                     |